# Grand Prix Japonii 1994
Grand Prix Japonii 1994 (oryg. Fuji Television Japanese Grand Prix) – 15. runda Mistrzostw Świata Formuły 1 w sezonie 1994, która odbyła się 6 listopada 1994, po raz ósmy na torze Suzuka.
20. Grand Prix Japonii, 10. zaliczane do Mistrzostw Świata Formuły 1.

## Wyniki

### Kwalifikacje
| P                       | Nr | Kierowca              | Konstruktor(-silnik) | Opony | Czas     | Odstęp   | Strata   |
| ----------------------- | -- | --------------------- | -------------------- | ----- | -------- | -------- | -------- |
| 1                       | 5  | Michael Schumacher    | Benetton-Ford        | G     | 1:37.209 | -        | -        |
| 2                       | 0  | Damon Hill            | Williams-Renault     | G     | 1:37.696 | 0:00.487 | 0:00.487 |
| 3                       | 30 | Heinz-Harald Frentzen | Sauber-Mercedes      | G     | 1:37.742 | 0:00.046 | 0:00.533 |
| 4                       | 2  | Nigel Mansell         | Williams-Renault     | G     | 1:37.768 | 0:00.026 | 0:00.559 |
| 5                       | 6  | Johnny Herbert        | Benetton-Ford        | G     | 1:37.828 | 0:00.060 | 0:00.619 |
| 6                       | 15 | Eddie Irvine          | Jordan-Hart          | G     | 1:37.880 | 0:00.052 | 0:00.671 |
| 7                       | 27 | Jean Alesi            | Ferrari              | G     | 1:37.907 | 0:00.027 | 0:00.698 |
| 8                       | 7  | Mika Häkkinen         | McLaren-Peugeot      | G     | 1:37.998 | 0:00.091 | 0:00.789 |
| 9                       | 8  | Martin Brundle        | McLaren-Peugeot      | G     | 1:38.076 | 0:00.078 | 0:00.867 |
| 10                      | 14 | Rubens Barrichello    | Jordan-Hart          | G     | 1:38.533 | 0:00.457 | 0:01.324 |
| 11                      | 28 | Gerhard Berger        | Ferrari              | G     | 1:38.570 | 0:00.037 | 0:01.361 |
| 12                      | 10 | Gianni Morbidelli     | Footwork-Ford        | G     | 1:39.030 | 0:00.460 | 0:01.821 |
| 13                      | 4  | Mark Blundell         | Tyrrell-Yamaha       | G     | 1:39.266 | 0:00.236 | 0:02.057 |
| 14                      | 3  | Ukyō Katayama         | Tyrrell-Yamaha       | G     | 1:39.462 | 0:00.196 | 0:02.253 |
| 15                      | 29 | JJ Lehto              | Sauber-Mercedes      | G     | 1:39.483 | 0:00.021 | 0:02.274 |
| 16                      | 23 | Pierluigi Martini     | Minardi-Ford         | G     | 1:39.548 | 0:00.065 | 0:02.339 |
| 17                      | 12 | Alessandro Zanardi    | Lotus-Mugen-Honda    | G     | 1:39.721 | 0:00.173 | 0:02.512 |
| 18                      | 9  | Christian Fittipaldi  | Footwork-Ford        | G     | 1:39.868 | 0:00.147 | 0:02.659 |
| 19                      | 26 | Olivier Panis         | Ligier-Renault       | G     | 1:40.042 | 0:00.174 | 0:02.833 |
| 20                      | 25 | Franck Lagorce        | Ligier-Renault       | G     | 1:40.577 | 0:00.535 | 0:03.368 |
| 21                      | 24 | Michele Alboreto      | Minardi-Ford         | G     | 1:40.652 | 0:00.075 | 0:03.443 |
| 22                      | 20 | Érik Comas            | Larrousse-Ford       | G     | 1:40.978 | 0:00.326 | 0:03.769 |
| 23                      | 19 | Hideki Noda           | Larrousse-Ford       | G     | 1:40.990 | 0:00.012 | 0:03.781 |
| 24                      | 31 | David Brabham         | Simtek-Ford          | G     | 1:41.659 | 0:00.669 | 0:04.450 |
| 25                      | 19 | Mika Salo             | Lotus-Mugen-Honda    | G     | 1:41.805 | 0:00.146 | 0:04.596 |
| 26                      | 32 | Taki Inoue            | Simtek-Ford          | G     | 1:45.004 | 0:03.199 | 0:07.795 |
| Nie zakwalifikowali się |    |                       |                      |       |          |          |          |
|                         | 34 | Bertrand Gachot       | Pacific-Ilmor        | G     | 1:46.374 | 0:01.370 | 0:09.165 |
|                         | 33 | Paul Belmondo         | Pacific-Ilmor        | G     | 1:46.629 | 0:00.255 | 0:09.420 |
| P                       | Nr | Kierowca              | Konstruktor(-silnik) | Opony | Czas     | Odstęp   | Strata   |

### Wyścig
| P                 | + / –     | Nr | Kierowca              | Konstruktor       | Opony | Okr. | Czas / Strata | Komentarz       |
| ----------------- | --------- | -- | --------------------- | ----------------- | ----- | ---- | ------------- | --------------- |
| 1                 | 1         | 0  | Damon Hill            | Williams-Renault  | G     | 50   | 1h55:53.532   |                 |
| 2                 | 1         | 5  | Michael Schumacher    | Benetton-Ford     | G     | 50   | +0:03.365     |                 |
| 3                 | 4         | 27 | Jean Alesi            | Ferrari           | G     | 50   | +0:52.045     |                 |
| 4                 | Bez zmian | 2  | Nigel Mansell         | Williams-Renault  | G     | 50   | +0:56.074     |                 |
| 5                 | 1         | 15 | Eddie Irvine          | Jordan-Hart       | G     | 50   | +1:42.107     |                 |
| 6                 | 3         | 30 | Heinz-Harald Frentzen | Sauber-Mercedes   | G     | 50   | +1:59.863     |                 |
| 7                 | 1         | 7  | Mika Häkkinen         | McLaren-Peugeot   | G     | 50   | +2:02.985     |                 |
| 8                 | 10        | 9  | Christian Fittipaldi  | Footwork-Ford     | G     | 49   | +1 okr.       |                 |
| 9                 | 13        | 20 | Érik Comas            | Larrousse-Ford    | G     | 49   | +1 okr.       |                 |
| 10                | 15        | 19 | Mika Salo             | Lotus-Mugen-Honda | G     | 49   | +1 okr.       |                 |
| 11                | 8         | 26 | Olivier Panis         | Ligier-Renault    | G     | 49   | +1 okr.       |                 |
| 12                | 12        | 31 | David Brabham         | Simtek-Ford       | G     | 48   | +2 okr.       |                 |
| 13                | 4         | 12 | Alessandro Zanardi    | Lotus-Mugen-Honda | G     | 48   | +2 okr.       |                 |
| Niesklasyfikowani |           |    |                       |                   |       |      |               |                 |
|                   |           | 4  | Mark Blundell         | Tyrrell-Yamaha    | G     | 26   |               | silnik          |
|                   |           | 14 | Rubens Barrichello    | Jordan-Hart       | G     | 16   |               | skrzynia biegów |
|                   |           | 8  | Martin Brundle        | McLaren-Peugeot   | G     | 13   |               | poślizg         |
|                   |           | 10 | Gianni Morbidelli     | Footwork-Ford     | G     | 13   |               | poślizg         |
|                   |           | 28 | Gerhard Berger        | Ferrari           | G     | 10   |               | zapłon          |
|                   |           | 25 | Franck Lagorce        | Ligier-Renault    | G     | 10   |               | wypadek         |
|                   |           | 23 | Pierluigi Martini     | Minardi-Ford      | G     | 10   |               | wypadek         |
|                   |           | 24 | Michele Alboreto      | Minardi-Ford      | G     | 10   |               | poślizg         |
|                   |           | 6  | Johnny Herbert        | Benetton-Ford     | G     | 3    |               | poślizg         |
|                   |           | 3  | Ukyō Katayama         | Tyrrell-Yamaha    | G     | 3    |               | poślizg         |
|                   |           | 32 | Taki Inoue            | Simtek-Ford       | G     | 3    |               | poślizg         |
|                   |           | 29 | JJ Lehto              | Sauber-Mercedes   | G     | 0    |               | silnik          |
|                   |           | 19 | Hideki Noda           | Larrousse-Ford    | G     | 0    |               | poślizg         |
| P                 | + / –     | Nr | Kierowca              | Konstruktor       | Opony | Okr. | Czas / Strata | Komentarz       |

### Najszybsze okrążenie
| Nr | Kierowca   | Konstruktor      | Opony | Czas     | Okr. |
| -- | ---------- | ---------------- | ----- | -------- | ---- |
| 0  | Damon Hill | Williams-Renault | G     | 1:56.597 | 24   |